# 淇武蘭遺址
淇武蘭遺址，位於宜蘭縣礁溪鄉二龍村及玉龍村交界，是噶瑪蘭族淇武蘭社的舊社遺址。具有上、下兩文化層，上文化層應為17世紀荷蘭文獻所記載噶瑪蘭族淇武蘭社的遺留，年代距今約600~100年前；至於下文化層，年代距今約1300~800年前，不排除與上文化層具有整體深層結構上的一致性。

## 地理環境
淇武蘭遺址坐落於臺灣蘭陽平原的北側邊緣，得子口溪流經遺址中心，南方有茅埔圳（武暖河）匯入，海拔高度約2公尺。淇武蘭地區自距今2000多年來，由靠海的河口或海岸環境，逐漸隨著海岸線東移及河川帶來的沖積而平原面擴大，經歷沼澤濕地-變乾-成陸的演變過程。

## 研究史
淇武蘭遺址於2001年5月因宜蘭縣政府進行「礁溪鄉得子口溪第六期治理工程」而發現，6至7月間曾進行試掘調查工作。其後，又因以下兩項工程案「北宜高速公路頭城蘇澳段第C510標礁溪四城段橋梁工程」及「北宜高速公路頭城蘇澳段台電管路工程得子口溪路段（C510標）推管工程」之施工範圍與遺址重疊而進行搶救發掘。國立臺灣大學人類學系受宜蘭縣政府委託，於2001年11月至2003年5月間進行搶救發掘。
遺址面積約200000m2，共計發掘262個探坑，大小包括4*4m2計217坑、3*4m2計7坑、2*4m2計27坑、2*2m2計10坑、1*2m2計1坑，總計發掘面積為3814m2。

## 研究成果

### 下文化層（距今1300~800年前）
此時期的住民生活中已有鐵器，發現有小型鐵刀、鐵器殘件或鐵塊。仍倚重石材的使用，包括將板岩修整為方形或圓形石板、切取砂岩石塊、採集大型卵石，作為房屋建材或墓葬葬具。小型石器則多用於磨製或錘打，例如取用頁岩磨製為長方形，鑽孔作為攜帶型磨石。主流陶器為當地自製的幾何印紋陶罐。裝飾品豐富多樣，包括玻璃珠、瑪瑙珠、玻璃環、小蓋狀玻璃製品、銅鈴、金屬線環、鐵線編物等，推測應多為外來的貿易品。主要生業型態為採集與漁獵，食用對象應包含鹿、豬。使用石板、石塊、木柱、木板、茅草建造家屋，建築形態類同干欄式建築。

### 上文化層（距今600~100年前）
此時期居住密度高，聚落興盛，遺址中密布各式坑穴、木柱群、墓葬和大量各類生活用品。聚落緊臨河道，家屋呈長形南北向成排平行排列。墓葬葬姿為不自然屈肢狀，死者可能經過綑綁。陪葬品包括自製陶罐、安平壺、瓷瓶、瓷碗等外來貿易品，以及瑪瑙珠、玻璃珠、金屬環、銅鈴等。發現大量鐵刀和矛鏃等鐵器；木器工業發達，製成食器、獵具、休閒用具等。自製陶容器與下文化層主流陶罐的拍印紋飾及外形相似。貿易用品多樣，包括各類硬陶、瓷器、安平壺、錢幣、銅鈴、金屬環、玻璃等。還有各式陶製及石菸斗。稻米的出土顯示生業型態為農耕稻作，漁業與狩獵也存在。